# Speed Demon
Speed Demon er en sang fra Michael Jacksons Bad-plade. Sangen er nummer tre på tracklisten, og handler om bil – motorcyklister, der kører for stærkt. Sangen blev aldrig noget stort hit, og der er heller ikke lavet nogen musikvideo til den. Den er dog med i Moonwalker filmen.
| Musik | Spire Denne musikartikel er en spire som bør udbygges. Du er velkommen til at hjælpe Wikipedia ved at udvide den. |